# اردک آندی
اردک آندی (نام علمی: Oxyura ferruginea) یک گونه پرنده بومی کوه‌های آند آمریکای جنوبی است که یکی از اردک‌های افراشته‌دم است. این یکی از زیرگونه‌های اردک گلگون در نظر گرفته می‌شد. در واقع، برخی از مقامات طبقه‌بندی هنوز هم آن را مشابه می‌دانند، از جمله انجمن پرنده‌شناسی آمریکا.